# 第一次接触
第一次接触（First contact），指的是两个先前互不知晓的文明间的第一次见面。一个著名的例子是1492年西班牙人与阿拉瓦人（以及后来的所有美洲原住民）间的第一次接触。
这样的接触有时会被接触中的某方称作“发现”（discovery），特别是在接触前已经旅行了很长距离的一方。但是，一些意见反对将该词应用于人类，这就是通常会首选“第一次接触”的原因，而“发现”这一术语则更多地在地理学上提及。
当外來者较對方有着显著的科技优势时，会因其优势而占据有利地位，并常常伴随着破坏或瓦解。疾病的传入也是一个因素，特别是当只有一方能对其广泛免疫的时候。
在科幻与奇幻小说中，经常可以见到有关此主题的虚构内容。第一次接触主题的推测性小说（Speculative Fiction）探索了两个智能种族间——通常是人类与外星人——发生第一次接触的可能性。